# Глебов, Богдан Данилович
Богдан (Иван) Данилович Глебов (ум. после 1731) — русский военный и государственный деятель, стряпчий, стольник, воевода в Тобольске, Енисейске и Верхотурье, сын дворянина московского Даниила Моисеевича Глебова (ум. 1648). По данным «Российской родословной книги» князя П. В. Долгорукова, праправнук Глеба Ивановича — родоначальника Глебовых (потомков Облагини).

## Биография
В 1664/1665 году Богдан Данилович Глебов начал службу в чине жильца. В 1668 году участвовал в военных действиях против крымских татар, находясь в полках под командованием князя Петра Алексеевича Долгорукова и князя Григория Семёновича Куракина под Глуховом. В 1671 году служил в полку боярина Ивана Васильевича Бутурлина в Шацке и Тамбове.
В апреле 1673 года Б. Д. Глебов бил челом царю Алексею Михайловичу, чтобы государь за смерть его брата Ивана, погибшего на войне, и за его собственную службу пожаловал его «быть при своей царской светлости в передней». 13 апреля того же года Богдан Глебов получил чин стряпчего. 8 июня 1676 года был пожалован в царские стольники. В 1677 году стольник Богдан Данилович Глебов в составе полка под командованием князя Василия Васильевича Голицына участвовал в походе на Чигирин. В 1679 году в полку под командованием боярина князя Михаила Алегуковича Черкасского принял участие в походе под Киев. В награду за участие в чигиринском походе ему было пожаловано из поместья в вотчину 65 четей в Шацком уезде.
В начале 1680 года «разбирал» дворян и детей боярских из Мценска, Новосили и Черни, а в феврале ему было предписано, «оставя разбор на время и собрався с ратными людьми… итить на великого государя службу по вестям (крымским)… в сход к боярину и воеводе ко князю Петру Ивановичу Хованскому в Куреск и в иные места».
В начале октября 1680 года Богдан Глебов описывал и межевал Молоцкий стан Московского уезда, прилегавший к Ростовской волости, а 18 октября был назначен вместе со своим братом Никитой и родственником Михаилом Ивановичем Глебовым в Судный приказ, став товарищем (заместителем) первого судьи князя И. И. Дашкова. Царь Фёдор Алексеевич приказал «Глебовым быть меж себя без мест».
С 24 марта 1686 до осени 1688 года стольник Богдан Данилович Глебов был товарищем (заместителем) первого воеводы боярина Алексея Петровича Головина в Тобольске.
По указанию родословной Глебовых Б. Д. Глебов был воеводой в Астрахани (по «Тульскому родословцу» В. И. Чернопятова в 1681 году).
В 1696-1706 годах Богдан Данилович Глебов находился на воеводстве в Енисейске. Отправляясь туда, он просил царя Петра Алексеевича, чтобы «для его староста и болезни», с ним были бы отпущены его сыновья, назначенные на службу в Азов. Царь удовлетворил просьбу Богдана Глебова и разрешил его сыновьям сопровождать отца в Енисейск. За время воеводства Б. Д. Глебова в Енисейске сохранилось больше 20 царских грамот, присланных на его имя, что свидетельствует о порядке в его воеводской канцелярии и бережном отношении к грамотам.
В 1698/1699 году в Енисейск был прислан думный дьяк Данила Леонтьевич Полянский, который должен был расследовать злоупотребления сибирских воевод. Данила Полянский взыскал с енисейского воеводы пеню в размере 500 рублей за то, что он ослушался царского указа: не дал вовремя судов проезжавшему через Енисейск якутскому воеводе Траурнихту, пеню в 200 рублей за различные неисправности в отписках в столицу. В июне 1701 года по личному распоряжению царя Петра Богдану Глебову было возвращено 200 рублей. Вскоре енисейский воевода Богдан Глебов получил приказ расследовать злоупотребления самого думного дьяка Данилы Полянского.
В ноябре 1701 году енисейский воевода Богдан Данилович Глебов бил челом об отставке с воеводства из-за старости. 23 декабря царь Пётр Алексеевич разрешил Богдану Глебову сдать Енисейск бывшему якутскому воеводе Траурнихту. Однако ещё в течение пяти лет Богдан Данилович Глебов вынужден был оставаться на воеводстве в Енисейске. В 1708 году Б. Д. Глебов служил воеводой в Верхотурье. В 1712 году Б. Д. Глебов был включен в список лиц, которым было разрешено проживать на острове Котлин и поселиться в Санкт-Петербурге. В 1728 году Богдан Глебов был болен «очной болезнью»: при продаже своего коломенского имения не мог приложить руки.
10 июля 1731 года Богдан Данилович Глебов постригся в Московском Крестовоздвиженском монастыре.
Первоначальный поместный и денежный оклад Б. Д. Глебова был 600 четей и 30 рублей. Затем он постепенно получал придачи за службу и по случаю разных торжеств в царской семье. В 1676 году его оклад увеличился до 1000 четей и 86 рублей.
В 1673 году Богдану Даниловичу Глебову принадлежали 65 крестьянских дворов в поместьях и вотчинах в Мценском, Коломенском, Касимовском и Галицком уездах и под Москвой, а в 1697 году — 82 крестьянских двора в Коломенском, Галицком, Дмитровском, Мценском, Орловском, Ряжском и Рязанском уездах.
В начале 1680-х годов Богдан Данилович Глебов являлся на военную службу «на коне с парой пистолетов, с ним 2 лошади простые, людей 4 человека с боем, 2 человека с простыми лошадьми и 4 человека в телегах с пищалями и бердышами».

## Семья
Богдан Данилович Глебов был женат на дочери подъячего Поместного приказа Петра Васильева, падчерице патриаршего дьяка Парфения Иванова. Дети: Степан Богданович Глебов (ок. 1672—1718), стольник царицы Прасковьи Фёдоровны, майор, любовник первой жены Петрa I Евдокии Лопухиной; Фёдор Богданович Глебов (ум. 1731), генерал-аудитор; Мария Богдановна Глебова, жена адмирала Ивана Михайловича Головина.